# 알라모 전투
알라모 전투(영어: Battle of the Alamo)는 텍사스 독립 전쟁 당시에 텍사스 주민 186명이 요새 알라모에서 멕시코 정규군 약 1,800명에 맞서 싸우다가 전사한 전투이다. 13일간의 포위로 장군 산타 안나가 이끄는 멕시코군은 산 안토니오 데 벡사(오늘 날의 샌안토니오) 근처의 알라모 전도소를 강습했다. 텍사스인 3명을 제외하고 전멸했다. 그 전쟁 동안 인식된 장군 산타 안나의 잔인성은 많은 텍사스인을 분노하게 해서 텍사스군에 입대하게 했다. 복수심에 불탄 텍사스인들은 1836년 4월 21일 샌재신토 전투에서 열세인데도 멕시코군을 격퇴했고 텍사스 혁명을 종결했다.

## 배경
원래 알라모는 스페인의 전도소로서 1718년 샌안토니오 데 벡사(현 텍사스주 샌안토니오)에 건설되었다. 19세기 초반 스페인군 기병대가 주둔하여 이 요새를 알라모라고 불렀다. 멕시코에서 독립을 획책하던 앵글로색슨계 텍사스 주민들은 샌안토니오시를 점령했다.
1835년 12월 텍사스 독립 전쟁 초기에 텍사스 의용군 부대는 멕시코군을 몰아내고 샌안토니오 시와 요새 알라모를 점령했다. 샘 휴스턴을 위시해 텍사스군을 지도하는 몇몇은 소규모로 징집된, 훈련도 되지 않은 텍사스군이 멕시코군을 이기기는 불가능하다고 판단하고 샌안토니오를 포기하기로 결정했으나 알라모 의용군들은 후퇴하기를 거부하고 1836년 멕시코 대통령인 장군 산타 안나가 이끄는 멕시코군이 샌안토니오를 탈환하고서 요새 알라모를 공격하기 시작했다.
장군 코의 패배로 멕시코군은 테하스 주의 거점이 없어졌는데 익년 멕시코는 대통령 겸 장군인 산타 안나가 반란군 진압을 결정했다. 산타 안나는 1836년 초에 산 루이스 포토시로 병사 약 6,100명과 대포 20문을 모아 테하스 주를 거쳐 코아우일라주의 살틸로까지 진군했다. 군대는 악천후 속에서 리오그란데강을 건너 눈보라 속에서 산로를 진군했다. 샌안토니오 데 벡사는 중간 타격 목표 중 하나였다. 그 사람의 최종 목표는 텍사스 행정부를 잡고 반란한 주를 대상으로 해 중앙의 지배나 멕시코의 "중도" 정권을 수립이었다. 그 사람은 1835년에 이미 사카테카스 주의 반란을 진압한 적이 있었다.

## 전투 과정
1836년 2월 23일 산타 안나와 그 사람이 지도하는 군대는 샌안토니오 데 벡사에 도착했다. 보병 대대를 절약하고자 보병과 기병을 혼성한 부대였다. 영국제의 베이커, 구식으로 사거리는 짧지만 위력 있는 타워 머스켓, Mark III, 브라운 베스 머스켓을 갖춘 평균 신장 155cm로서 그 대부분이 전투 경험이 전무한 초보 징집병으로 구성된 멕시코군은 개별 사격 솜씨는 표적을 가끔 적중시키는 정도로 열등하였다. 초기 장비는 178mm 곡사포 4문, 4 파운드 (1.8kg)포 7문, 6파운드(2.7kg)포 4문, 8파운드(3.6kg) 포 4문과 12 파운드 (5kg) 포 2문을 보유하고서 리오그란데강을 건너 남측에서 접근해 요새 알라모를 포위해 공격하기 시작한 멕시코군은 1800명에서 6000명이었으나 요새 알라모를 지키는 텍사스 의용군은 소수 부대에다가 텍사스 주민과 나중에 보강된 약증원군 약간을 합해 총 186명이었다. 대령 제임스 부이와 대령 윌리엄 B. 트래비스가 텍사스 의용군을 지도했고 유명한 데이빗 크로켓도 텍사스 의용군 수비대 중 1명이었다.
이 사람들은 3월 6일까지 13일에 걸쳐 멕시코군에 대항했고 막바지에는 탄약이 떨어져 총을 막대기로서 쓰면서 저항했으나 1836년 3월 6일 멕시코군은 안마당 외벽의 무너진 틈으로 마침내 물밀듯 들어왔고 텍사스 의용군 183명은 전멸했다. 멕시코군도 400명에서 600명이 사상했다.
병사는 전멸했지만, 한 병사의 아내 수잔나 디킨슨(Susanna Dickinson), 그녀의 15개월 아기, 지휘관 윌리엄 트래비스(William B. Travis) 대령의 노예 조(Joe))까지 세 명은 살아남았다. 오늘날 미국인 대부분은 알라모 전투에서 미군 전원이 장렬하게 전사했다고 믿지만, 일부 병사는 붙잡혀서 처형됐다. 이 전투는 미국의 영웅 신화로 상승돼서 수십 편의 영화와 수백 종의 책이 제작됐다. 가장 유명한 영화는 <알라모(The Alamo)>(1960)이다.

## 같이 보기로
- 텍사스 혁명